# 和泰產物保險
和泰產物保險股份有限公司，簡稱和泰產險，為和泰汽車旗下負責產物保險業務的子公司之一。

## 歷史
- 1961年，華僑產物保險股份有限公司成立，由菲律賓華僑商人楊應琳擔任董事長。
- 1989年，瑞士商蘇黎世保險取得華僑產險全部股權，華僑產險更名為蘇黎世產物保險股份有限公司。
- 2017年1月和泰汽車取得蘇黎世產險股份及經營權，2017年3月蘇黎世產險更名為和泰產物保險股份有限公司[1][2]。

## 外部連結
- 和泰產險 （页面存档备份，存于）（繁體中文）